# Rusia la Jocurile Olimpice
Rusia a participat la Jocurile Olimpice sub diferite nume și forme: ca Imperiul Rus în perioadă 1900–1912, apoi ca membra a Uniunea Sovietică în perioadă 1952–1988. După desființarea URSS a concurat ca membra a Echipa Unificată în 1992. De Jocurile Olimpice de iarnă din 1994 de la Lillehammer participă ca Federația Rusă sub codul CIO RUS.
Uniunea Sovietică a fost țara-gazdă la Jocurile Olimpice de vară din 1980 de la Moscova, iar Rusia a găzduit Jocurile Olimpice de iarnă din 2014 de la Soci.

## Medalii după Olimpiadă
Marginea roșie înseamnă că Rusia a fost țara-gazdă.

### Medalii la Jocurile de vară
| Ediție              | Sportivi                     | Aur                          | Argint                       | Bronz                        | Total                        | Loc                          |
| 1900–1912           | ca parte a Imperiului Rus    | ca parte a Imperiului Rus    | ca parte a Imperiului Rus    | ca parte a Imperiului Rus    | ca parte a Imperiului Rus    | ca parte a Imperiului Rus    |
| 1920–1948           | nu a participat              | nu a participat              | nu a participat              | nu a participat              | nu a participat              | nu a participat              |
| 1952–1988           | ca parte a Uniunii Sovietice | ca parte a Uniunii Sovietice | ca parte a Uniunii Sovietice | ca parte a Uniunii Sovietice | ca parte a Uniunii Sovietice | ca parte a Uniunii Sovietice |
| Barcelona 1992      | ca parte a Echipei Unificate | ca parte a Echipei Unificate | ca parte a Echipei Unificate | ca parte a Echipei Unificate | ca parte a Echipei Unificate | ca parte a Echipei Unificate |
| Atlanta 1996        | 390                          | 26                           | 21                           | 16                           | 63                           | 2                            |
| Sydney 2000         | 435                          | 32                           | 28                           | 29                           | 89                           | 2                            |
| Atena 2004          | 446                          | 28                           | 26                           | 36                           | 90                           | 3                            |
| Beijing 2008        | 455                          | 23                           | 21                           | 29                           | 73                           | 3                            |
| Londra 2012         | 436                          | 24                           | 25                           | 32                           | 81                           | 4                            |
| Rio de Janeiro 2016 |                              |                              |                              |                              |                              |                              |
| Tokyo 2020          |                              |                              |                              |                              |                              |                              |
| Total               | Total                        | 133                          | 121                          | 142                          | 396                          | 12                           |

### Medalii la Jocurile Olimpice de iarnă
| Ediție              | Sportivi                     | Aur                          | Argint                       | Bronz                        | Total                        | Loc                          |
| 1924–1952           | nu a participat              | nu a participat              | nu a participat              | nu a participat              | nu a participat              | nu a participat              |
| 1956–1988           | ca parte a Uniunii Sovietice | ca parte a Uniunii Sovietice | ca parte a Uniunii Sovietice | ca parte a Uniunii Sovietice | ca parte a Uniunii Sovietice | ca parte a Uniunii Sovietice |
| Albertville 1992    | ca parte a Echipei Unificate | ca parte a Echipei Unificate | ca parte a Echipei Unificate | ca parte a Echipei Unificate | ca parte a Echipei Unificate | ca parte a Echipei Unificate |
| Lillehammer 1994    | 113                          | 11                           | 8                            | 4                            | 23                           | 1                            |
| Nagano 1998         | 122                          | 9                            | 6                            | 3                            | 18                           | 3                            |
| Salt Lake City 2002 | 151                          | 5                            | 4                            | 4                            | 13                           | 5                            |
| Torino 2006         | 190                          | 8                            | 6                            | 8                            | 22                           | 4                            |
| Vancouver 2010      | 177                          | 3                            | 5                            | 7                            | 15                           | 11                           |
| Soci 2014           | 232                          | 13                           | 11                           | 9                            | 33                           | 1                            |
| Pyeongchang 2018    |                              |                              |                              |                              |                              |                              |
| Beijing 2022        |                              |                              |                              |                              |                              |                              |
| Total               | Total                        | 49                           | 40                           | 35                           | 124                          | 9                            |

## Sportivii cei mai medaliați
| Sportiv            | Sport        | Aur | Argint | Bronz | Total |
| Anastasia Davîdova | Înot sincron | 5   | 0      | 0     | 6     |
| Aleksei Nemov      | Gimnastică   | 4   | 2      | 6     | 12    |
| Larisa Lazutina    | Schi fond    | 4   | 1      | 1     | 6     |